# Bezzia cayoensis
Bezzia cayoensis är en tvåvingeart som beskrevs av Gustavo R. Spinelli 1991. Bezzia cayoensis ingår i släktet Bezzia och familjen svidknott.
Artens utbredningsområde är Belize. Inga underarter finns listade i Catalogue of Life.